# نادي الرياض (العراق)
نادي الرياض الرياضي هو فريق كرة قدم عراقي مقره في قضاء الحويجة، كركوك، يلعب في الدوري العراقي الدرجة الثالثة.

## روابط خارجية
- نادي الرياض على Goalzz.com
- أندية العراق - تواريخ التأسيس